# Boustroff
Boustroff (deutsch Buschdorf) ist eine französische Gemeinde mit 152 Einwohnern (Stand 1. Januar 2022) im Département Moselle in der Region Grand Est (bis 2015 Lothringen). Sie gehört zum Arrondissement Forbach-Boulay-Moselle.

## Geografie
Die Gemeinde Boustroff liegt zwischen Faulquemont und Morhange auf einer Höhe zwischen 254 und 301 m über dem Meeresspiegel. Das Gemeindegebiet umfasst 3,47 km². Nachbargemeinden sind Vahl-lès-Faulquemont im Norden, Viller im Südosten, Eincheville im Südwesten sowie Adelange im Westen.

## Bevölkerungsentwicklung
| Jahr      | 1962 | 1968 | 1975 | 1982 | 1990 | 1999 | 2007 | 2019 |
| Einwohner | 89   | 102  | 98   | 113  | 125  | 114  | 144  | 150  |

## Sehenswürdigkeiten

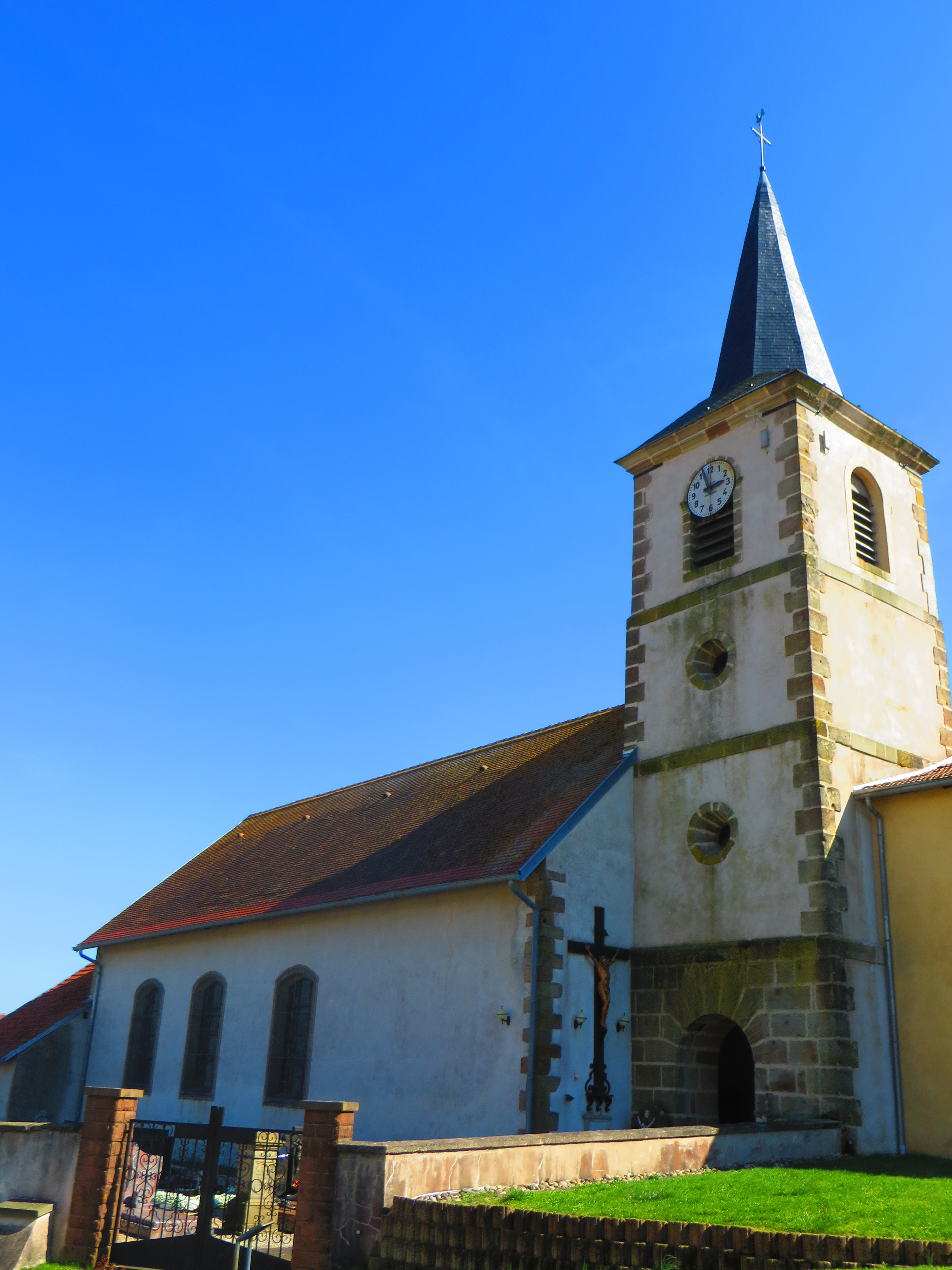
Kirche Saint-Hubert

- Kirche Saint-Hubert